# Alexandre de Lincoln
Alexandre de Lincoln, dit le Magnifique († 20, février 1148), issu d'une influente lignée de hauts-officiers et de prélats, est évêque de Lincoln à partir de 1123.
Il est le neveu de l’évêque Roger de Salisbury, chancelier d'Angleterre sous le règne d’Henri Ier. Alexandre est aussi apparenté à Néel d'Ely, trésorier puis évêque d'Ely, qui est dit être un neveu de Roger, et qui est peut-être son frère. Formé au chapitre de Laon, il entre au service de son oncle en tant qu'archidiacre en 1121. Contrairement à ses parents, Alexandre n'exerce aucune charge administrative avant d'avoir été consacré évêque de Lincoln en 1123.
Alexandre est resté dans l'histoire pour sa magnificence et son goût de l’ostentation. Il fonde plusieurs institutions religieuses, est un grand bâtisseur et un mécène réputé. Il est particulièrement actif dans l'organisation de son diocèse, où il étend le principe des prébendes pour subvenir aux besoins de ses auxiliaires religieux. Sous le règne du roi Étienne, Alexandre subit les conséquences de la disgrâce de son oncle Roger. Il est arrêté et jeté en prison. Réconcilié avec le roi, il se consacre uniquement à la gestion de son diocèse. Il change régulièrement d'allégeance dans la guerre civile qui agite le royaume pendant presque tout le règne d'Étienne. Au cours de son apostolat, il entreprend la reconstruction de la cathédrale de Lincoln, qui avait été incendiée, pensionne plusieurs poètes et chroniqueurs dont les plus connus sont Henri de Huntingdon et Geoffroy de Monmouth, et soutient l'action de Gilbert de Sempringham, fondateur de l’Ordre de Saint-Gilbert, et de l’ermite Christina de Markyate.

## Biographie

### Années de jeunesse

Arbre généalogique simplifié d'Alexandre de Lincoln.

Alexandre est le neveu de l’évêque Roger de Salisbury, et sans doute le fils d'Humphrey, dont on sait qu'il est le frère de Roger. Il a parfois été écrit qu'Alexandre et Néel sont en fait les fils illégitimes de Roger de Salisbury, mais cela est peu probable : dans une donation pour la fondation du prieuré d'Haverholme (Lincolnshire), Alexandre fait mention de ses père et mère (prénommée Ada) ainsi que celui de son oncle (Roger). Il est d'ailleurs probable que Néel soit son frère, mais cela ne peut être prouvé. David, archidiacre de Buckingham dans le diocèse de Lincoln, est certainement un frère. Parmi les autres parents de l'évêque Alexandre, on connaît encore Adelelm, trésorier d'Angleterre au début du règne d'Étienne, mentionné comme neveu de Roger, mais qui était peut-être son fils. Roger le Poer (le Pauvre), qui est chancelier d'Angleterre, était fils de Roger de Salisbury. Néel d'Ely eut un fils, Richard FitzNeal, qui est trésorier d'Angleterre et évêque de Londres. Parmi les neveux d'Alexandre non issus de Roger, on connaît un certain Guillaume, archidiacre de Northampton, et Robert de Alvers.
La date de naissance d'Alexandre n'est pas connue, mais on sait qu'il est originaire du diocèse d'Avranches, et qu'il est formé, en même temps que Néel d'Ely, dans les écoles de Laon par Anselme de Laon. On ignore même sa date de retour en Angleterre ; l'historien Martin Brett estime, sans preuve, qu'Alexandre a servi comme chapelain royal, avant de devenir archidiacre du diocèse de Salisbury vers 1121, sous l'autorité de son oncle. C'est à cette époque qu'il aurait composé un glossaire anglo-normand des termes juridiques anglo-saxons, intitulé Expositiones Vocabulorum. Contrairement à son cousin Néel d'Ely, Alexandre paraît s'être abstenu d'exercer des missions administratives avant sa consécration en tant qu'évêque, et il ne paraphe un décret royal, en tant que témoin, qu'une seule fois avant 1123.

### L'évêque
Après la mort de Robert Bloet en janvier 1123, Alexandre est choisi par Henri Ier d'Angleterre pour prendre sa succession à la tête de l'évêché de Lincoln en avril 1123. Il est consacré à Canterbury le 22 juillet suivant,. Il doit cette promotion à l'influence de son oncle, chef de l'administration anglo-normande, auprès du roi Henri Ier. La version de Peterborough de la Chronique anglo-saxonne affirme que le roi lui offre le siège épiscopal vacant « par amour pour l'évêque [de Salisbury] »,.
Devenu évêque, Alexandre fonde plusieurs monastères, dont probablement le prieuré gilbertin d'Haverholme, les monastères cisterciens de Louth Park (Lincolnshire) et Thame (Oxfordshire) et l'abbaye arrouaise de Dorchester on Thames (Oxfordshire). Louth est l'un des premiers monastères cisterciens d'Angleterre ; le monastère de Dorchester est une re-fondation d'une ancienne collégiale. Le nouvel évêque de Lincoln fait également édifier les châteaux de Newark, Sleaford et Banbury. Il confirme les privilèges de l'église de Godstow, et fait rattacher l'Abbaye de St Albans à son diocèse. Sous son épiscopat, treize abbayes cisterciennes dont sept couvents voient le jour dans le diocèse. Alexandre crée aussi une léproserie à Newark-on-Trent, et consacre en personne l'église du prieuré de Markyate pour Christina de Markyate et ses religieuses.
Quoiqu’Alexandre apparaisse comme témoin dans la signature de nombreux actes et décrets, rien ne prouve qu’il exerce une charge gouvernementale, comme le font ses parents Roger et Néel. On pense qu’il a pu exercer les fonctions de juge royal pour la ville de Lincoln et le comté du Lincolnshire. Il est certainement présent au synode de Westminster de 1125 convoqué par le légat du pape, Jean de Crema, et on sait qu'il accompagne ce dernier à Rome pour son voyage de retour. Alexandre passe l'hiver 1125-1126 dans la cité papale pendant qu'est discutée, à la curie romaine, le conflit pour la primauté entre les archevêchés de Cantorbéry et York. En 1126, il est possible qu'il aide à obtenir du souverain pontife la confirmation des droits de son oncle sur les abbayes de Malmesbury, d’Abbotsbury, et de Horton. Il crée une huitième charge d’archidiacre dans son diocèse, chargée du riding de l'ouest du Lindsey (en). Il développe le système des prébendes pour subvenir aux besoins des moines de son chapitre cathédral. Il en crée plusieurs et enrichit et réorganise la plupart de celles existantes.
Il prend certainement part au concile légatin de 1127, et est présent à celui de 1129, tous deux  convoqués par l’archevêque de Canterbury Guillaume de Corbeil. En 1133 et 1134, il se querelle avec ce dernier, possiblement pour des problèmes de coutumes et de droits diocésains. Ces deux prélats se rendent finalement en Normandie en 1134 pour en appeler au jugement du roi Henri Ier.

### La prise de pouvoir du roi Étienne

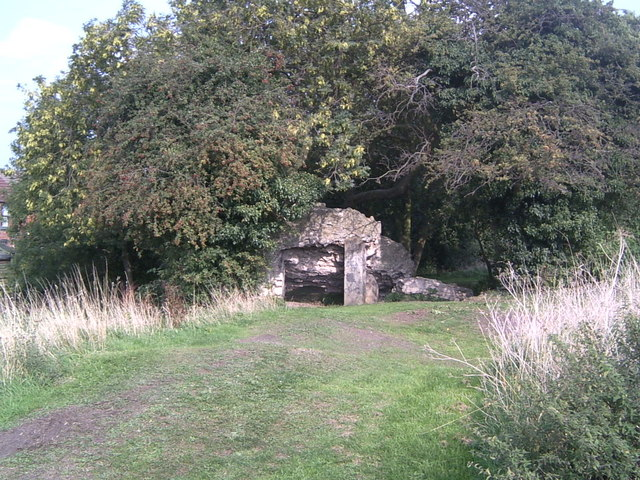
Les ruines du château de Sleaford.

À la mort du roi Henri Ier d'Angleterre, le 1er décembre 1135, le trône doit passer à sa fille Mathilde, qui est connue sous le nom de « Mathilde l'Emperesse » du fait de son premier mariage avec l’empereur Henri V du Saint-Empire. En effet, le seul fils légitime d'Henri, Guillaume, est mort en 1120. Lorsque Mathilde devient veuve en 1125, elle retourne en Angleterre, où son père la remarie au comte Geoffroy V d'Anjou dit Plantagenêt. Mais Henri Ier n'a jamais convaincu ses barons que Mathilde pourrait gouverner par elle-même. Alexandre a, comme tous les barons et grands ecclésiastiques, fait serment de reconnaître Mathilde comme son héritière et successeur. Prévenu de la mort du roi, Étienne de Blois en profite. Il traverse la Manche et rejoint au plus vite Londres. Là, les citoyens le reconnaissent pour roi. Il se rend ensuite à Winchester, siège du trésor et de l'administration royale, où son frère, Henri de Blois, est évêque. Grâce au soutien de ce dernier et de Roger de Salisbury, l'archevêque de Canterbury Guillaume de Corbeil accepte de le couronner.
Dans la foulée, les barons normands le reconnaissent comme leur duc. Roger de Salisbury poursuit ses fonctions de chef de gouvernement durant les premières années du règne, avec plusieurs membres de sa famille. Il est probablement le régent du royaume pendant la visite d'Étienne en Angleterre en 1137. Son influence dans les affaires politiques et ecclésiastiques commence à décliner quand Étienne prend la mesure de son royaume et que son frère Henri devient légat papal (1139). Pendant ce temps, Mathilde réagit avec calme, et s'assure d'abord de l'appui du roi David Ier d'Écosse, son oncle maternel. Puis en 1138, c'est Robert de Gloucester, bâtard d'Henri Ier qui rejoint sa cause,. 
Au début de 1139, Étienne fait de Guillaume d'Aubigny un comte de Lincoln, peut-être pour limiter l’autorité d'Alexandre sur le Lincolnshire. Plusieurs barons, probablement jaloux du train de vie et de la puissance de Roger de Salisbury, essaient de convaincre Étienne que celui-ci pourrait très bien rejoindre la cause de l'Emperesse. Le comte Galéran IV de Meulan arrive finalement à le persuader de se débarrasser de l'évêque Roger et de ses nombreux parents. Roger est convoqué le 24 juin 1139 à la cour royale d'Oxford, avec Alexandre et Néel. Il est alors victime d'une machination organisée contre lui. Un incident armé, provoqué volontairement par les hommes d'Alain de Dinan, dégénère et se conclut par plusieurs morts et blessés. 
Roger est accusé d'être responsable de l'incident et donc d'avoir brisé la paix dans le royaume. Il est alors sommé de rendre tous ses châteaux en garantie de sa bonne foi. À son refus, Alexandre est arrêté, et emprisonné à Oxford. Néel, quant à lui, réussit à s'échapper et se réfugie dans le château de son oncle à Devizes. Étienne l'assiège et menace de pendre Roger le Pauvre, le fils de Roger de Salisbury. Il obtient alors la reddition de l'évêque. Dans la foulée, les autres châteaux en possession de Roger sont confisqués. Ensuite, Alexandre doit accompagner le roi pour lui remettre la garde de tous ses châteaux épiscopaux (notamment ceux de Sleaford et Newark). Le roi les confie au comte Robert de Leicester. Ce dernier en profite pour s'emparer du même coup de terres que l'évêque de Lincoln possède près de Leicester. 
Selon une chronique de l'époque, la Gesta Stephani, cette arrestation est destinée à éviter que les forteresses du Lincolnshire ne tombent aux mains de sa rivale Mathilde. Pour plusieurs historiens, ces arrestations marquent un tournant dans le règne d’Étienne : ce point de vue est déjà exprimé par Henri de Huntingdon, qui voit dans l'emprisonnement des prélats une trahison du prince envers le clergé, passible de la damnation. L’historien William Stubbs, qui écrit dans les années 1870, estime que l'administration royale s'en est trouvée désorganisée, mais les historiens ultérieurs expliquent l'anarchie qui suivit par d'autres facteurs.
Alexandre excommunie le comte Robert de Leicester, puis en appelle au pape Innocent II pour obtenir la restitution du château de Newark, et celui-ci lui donne raison. L’évêque de Winchester Henri de Blois, frère d’Étienne, vient d'être nommé légat du  pape. Il le convoque donc devant sa cour en août 1139. Le roi est accusé de ne pas avoir tenu sa promesse sur les libertés cléricales et doit répondre de cette accusation. Étienne arrive à écarter les charges qui pèsent sur lui, mais ses arrestations lui ont attiré l'hostilité du clergé. Sa situation s'en tient en fait à un statu quo, les deux partis se menaçant réciproquement d'excommunication et d'en appeler 
au pape.

### Le règne du roi Etienne

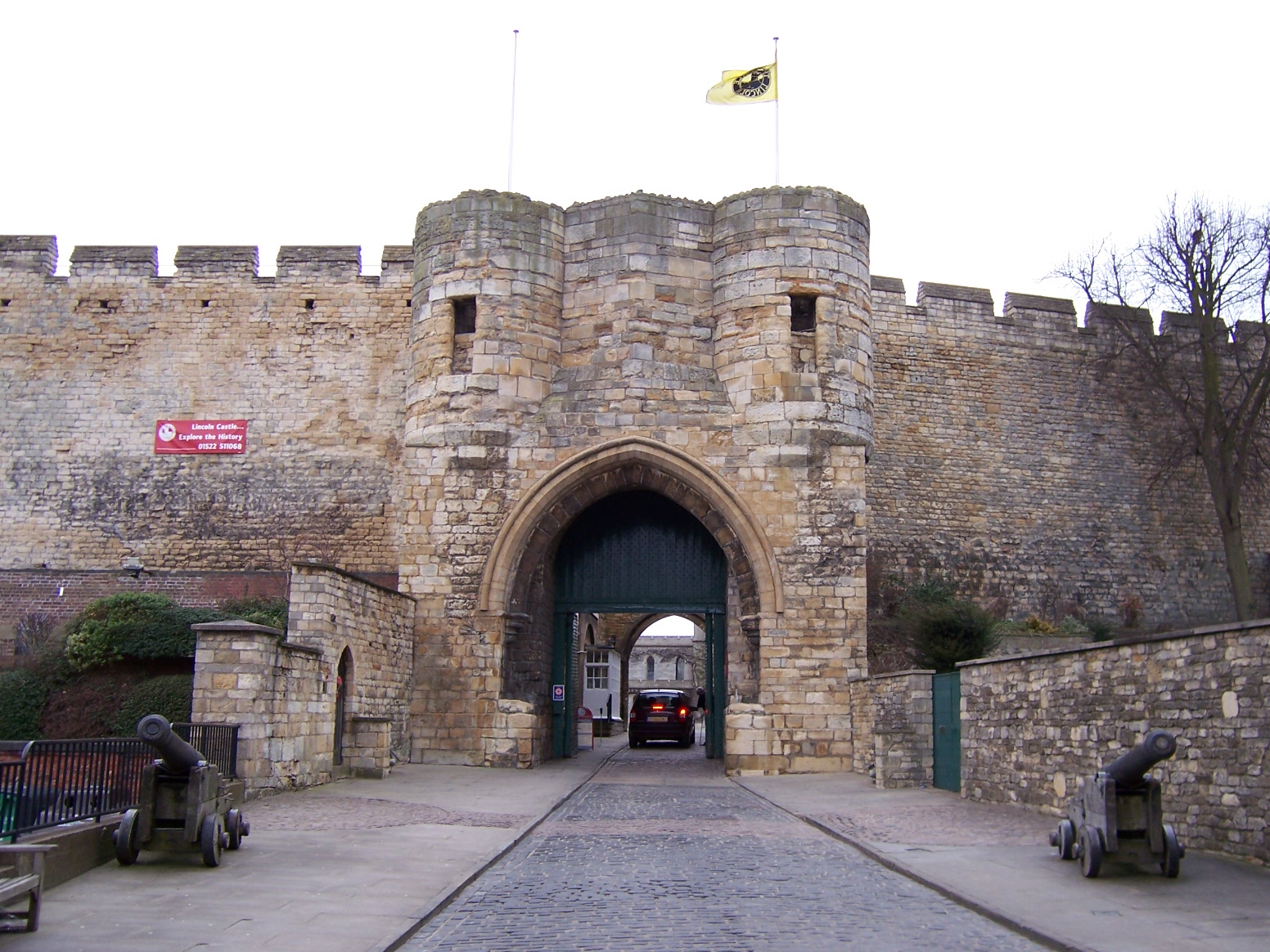
Le château de Lincoln construit au XIe siècle et XII.

Peu après, Alexandre semble s'être réconcilié avec le roi. Durant la suite de son épiscopat, il se consacre uniquement aux affaires diocésaines, quoique dans le conflit opposant Étienne à Mathilde, il change régulièrement d'allégeance. En 1141, Alexandre et les habitants de Lincoln en appellent au roi pour obtenir qu'il s'occupe du comte de Chester Ranulph de Gernon qui s'est emparé du château de Lincoln. Étienne met le siège devant le château, où la femme du comte et son demi-frère s'étaient retranchés, le comte lui-même ayant fui et proposé ses services à Robert de Gloucester, demi-frère et commandant en chef des forces militaires de Mathilde. Le 2 février 1141, une bataille d'importance a lieu à Lincoln entre les deux camps, à l’issue de laquelle Étienne est capturé. Alexandre rejoint la cour que Mathilde a convoquée à Oxford en juillet 1141 pour affirmer son autorité sur le Royaume d'Angleterre ; mais lorsque Mathilde arrive à Londres, les citoyens contestent son pouvoir et la chassent de la ville ; puis Robert de Gloucester, le principal appui de Mathilde, est à son tour capturé. Ce revers de fortune se termine par un échange de prisonniers : Étienne contre Robert de Gloucester. La guerre civile continue jusqu'en 1148, aucun des deux camps ne parvenant à prendre le dessus.
En 1145, Alexandre rejoint la cour du pape à Rome et il y reste une grande partie de l'année 1146. Il rejoint la cour papale à Auxerre, en août 1147, pour rencontrer le pape Eugène III. Henri de Huntingdon rapporte que l'évêque tombe malade au cours du voyage de retour en Angleterre. Alexandre meurt en février 1148, et est inhumé dans sa cathédrale, le 25 février 1148. Il est certainement mort le 20 février, date commémorative retenue par le chapitre de Lincoln. Il ne subsiste rien de sa sépulture, mais des textes du XIIe siècle témoignent qu’Alexandre a légué plusieurs livres au chapitre, la plupart bibliques.

### Le mécène

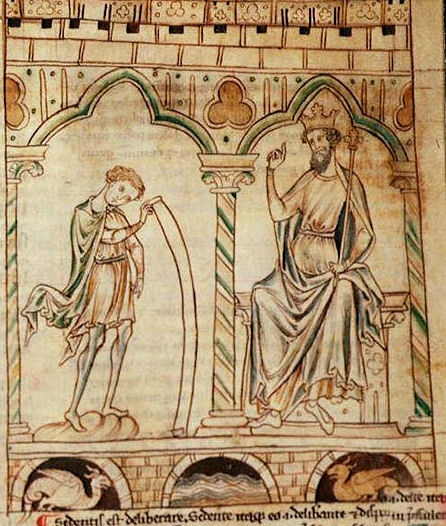
Page enluminée d'un manuscrit du XIII des Prophéties de Merlin

Alexandre reste comme un généreux mécène. Il demande à Geoffroy de Monmouth de composer les Prophéties de Merlin, que l'auteur lui dédie,. Il soutient Gilbert de Sempringham, un chapelain épiscopal, dans son œuvre monastique. Il commissionne le chroniqueur Henri de Huntingdon pour qu'il écrive son Historia Anglorum. Alexandre emploie également un lettré italien, Maître Guido (ou Wido), qui donne des conférences sur les Saintes Écritures,.
La cathédrale de Lincoln ayant été endommagée par un incendie, l'évêque Alexandre la fait renforcer grâce à des voûtes en pierre. Elle devient une des premières églises entièrement voutées d'Angleterre. La construction de l'aile ouest de la cathédrale, qui ne fut achevée que sous le règne de son successeur, lui est aussi attribuée. Le roi Étienne accorde à Alexandre le terrain où se dresse le vieux palais épiscopal (Old Palace) de Lincoln, même si l'on ignore qui, d'Alexandre ou de son successeur, l'a fait construire. Des constructions édifiées sous le règne d'Alexandre, il subsiste au moins trois châteaux : Newark-on-Trent, Sleaford, et, sans doute, celui de Banbury.
Alexandre est, de son vivant même, surnommé « le Magnifique » en raison de son mode de vie ostentatoire et luxueux, ce que Bernard de Clairvaux lui reproche. Il est possible qu'il ait assuré l'éducation d'un bâtard du roi Henri Ier, car deux donations de l'évêque sont paraphées d'un certain « Guillaume, fils du roi Henri. » Il assure la promotion de ses parents, comme Adelelm qui devint doyen du chapitre cathédral de Lincoln sous son apostolat, ou Robert Gubion qui devint abbé de St Albans.

## Citations
1. 1 2 3 4 5 6 7 8 9 10 11 12 13 14 15 16 17 18 19 20 21 22 23 24 25 26 27 28 29 30 31 32 33 34 35 36 37 38 39 40  David M. Smith, « Alexander (d. 1148) », Oxford Dictionary of National Biography, Oxford University Press, 2004.
2. 1 2  Kealey, Roger of Salisbury, p. 24.
3. 1 2 3  Kealey, Roger of Salisbury, p. 272-276.
4. ↑  Chibnall, Anglo-Norman England, p. 128.
5. ↑  Kealey, Roger of Salisbury, p. 49 et note 74.
6. ↑  Brett, English Church, p. 107, note 5.
7. 1 2  Green, Government of England, p. 263 et note 309.
8. 1 2  Fryde, et al. Handbook of British Chronology, p. 255.
9. ↑  Kealey, Roger of Salisbury, p. 135.
10. ↑  Burton, Monastic and Religious Orders, p. 229.
11. ↑  Brett, English Church, p. 137-138.
12. ↑  Brett, English Church, p. 140.
13. 1 2  Crouch, The Reign of King Stephen 1135–1154, p. 93-94.
14. ↑  Brett, English Church, p. 126.
15. ↑  Brett, English Church, p. 132.
16. ↑  Kealey, Roger of Salisbury, p. 113.
17. ↑  Brett, English Church, p. 201.
18. ↑  Marjorie Chibnall, « Matilda (1102–1167) », Oxford Dictionary of National Biography, Oxford University Press, 2004.
19. 1 2 3 4 5 6 7 8 9 10 11 12  B. R. Kemp, « Salisbury, Roger of (d. 1139) », Oxford Dictionary of National Biography, Oxford University Press, 2004.
20. ↑  Huscroft, Ruling England, p. 71-73.
21. ↑  Hollister, Henry I, p. 41.
22. ↑  Keats-Rohan, Domesday Descendants, p. 226-227.
23. ↑  Crouch, The Reign of King Stephen 1135–1154, p. 96.
24. ↑  Chibnall Empress Matilda, p. 79
25. ↑  Matthew, King Stephen, p. 2.
26. ↑  Matthew, King Stephen, p. 84-85.
27. ↑  Kealey, Roger of Salisbury, p. 201-202.
28. ↑  Crouch, The Reign of King Stephen 1135–1154, p. 311.
29. 1 2 3  Edmund King, « Blois, Henry de (c.1096–1171) », Oxford Dictionary of National Biography, Oxford University Press, 2004.
30. ↑  Chibnall, Anglo-Norman England, p. 92-93.
31. ↑  Crouch, The Reign of King Stephen 1135–1154, p. 97.
32. ↑  Crouch, The Reign of King Stephen 1135–1154, p. 179-181.
33. ↑  Cf. Huscroft, Ruling England, p. 74-75.
34. 1 2  Brett, English Church, p. 184.
35. ↑  Williams, English and the Norman Conquest, p. 217.
36. ↑  Short, « Language and Literature », Companion to the Anglo-Norman World, p. 200.
37. ↑  J. C. Crick, « Monmouth, Geoffrey of (d. 1154/5) », Oxford Dictionary of National Biography, Oxford University Press, 2004.
38. ↑  Lawrence, Medieval Monasticism, p. 224-225.
39. ↑  Knowles, Monastic Order, p. 222.
40. ↑  Barlow, English Church, p. 86.
41. ↑  Brett, English Church, p. 175 et note 1.

### Sources principales
- (en) Cet article est partiellement ou en totalité issu de l’article de Wikipédia en anglais intitulé « Alexander of Lincoln » (voir la liste des auteurs).
- (en) David M. Smith, « Alexander (d. 1148) », Oxford Dictionary of National Biography, Oxford University Press, 2004.
- (en) B. R. Kemp, « Salisbury, Roger of (d. 1139) », Oxford Dictionary of National Biography, Oxford University Press, 2004.
- (en) David Crouch, The Reign of King Stephen : 1135–1154, New York, Longman, 2000, 384 p. (ISBN 978-0-582-22657-9)
- (en) M. Brett, The English Church under Henry I, Oxford, Oxford University Press, 1975 (ISBN 978-0-19-821861-6)
- (en) Edward J. Kealey, Roger of Salisbury, Viceroy of England, Berkeley, University of California Press, 1972 (ISBN 978-0-520-01985-0)

### Sources auxiliaires
- (en) Frank Barlow, The English Church 1066–1154 : A History of the Anglo-Norman Church, New York, Longman, 1979, 340 p. (ISBN 978-0-582-50236-9)
- (en) Janet Burton, Monastic and Religious Orders in Britain : 1000–1300, Cambridge (GB), Cambridge University Press, coll. « Cambridge Medieval Textbooks », 1994, 354 p. (ISBN 978-0-521-37797-3)
- (en) Marjorie Chibnall, Anglo-Norman England 1066–1166, Oxford, Basil Blackwell Publishers, 1986, 260 p. (ISBN 978-0-631-15439-6)
- (en) E. B. Fryde, D. E. Greenway, S. Porter et I. Roy, Handbook of British Chronology, Cambridge, Cambridge University Press, 1996 (réimpr. 3e, rév.), 605 p. (ISBN 978-0-521-56350-5)
- (en) Judith A. Green, The Government of England Under Henry I, Cambridge, Cambridge University Press, 1986, 303 p. (ISBN 978-0-521-37586-3)
- (en) Richard Huscroft, Ruling England 1042–1217, Londres, Pearson/Longman, 2005, 232 p. (ISBN 978-0-582-84882-5, OCLC 223968971)
- (en) K. S. B. Keats-Rohan, Domesday Descendants : A Prosopography of Persons Occurring in English Documents, 1066–1166 : Pipe Rolls to Cartae Baronum, Ipswich, UK, Boydell Press, 1999, 1169 p. (ISBN 978-0-85115-863-1)
- (en) David Knowles, The Monastic Order in England : A History of its Development from the Times of St. Dunstan to the Fourth Lateran Council, 940–1216, Cambridge, Cambridge University Press, 1976 (réimpr. 2e) (ISBN 978-0-521-05479-9)
- (en) C. H. Lawrence, Medieval Monasticism : Forms of Religious Life in Western Europe in the Middle Ages, New York, Longman, 2001, 3e éd., 321 p. (ISBN 978-0-582-40427-4)
- (en) Donald Matthew, King Stephen, Londres, Hambledon & London, 2002, 320 p. (ISBN 978-1-85285-514-7)
- (en) Ann Williams, The English and the Norman Conquest, Ipswich, Boydell Press, 2000, 264 p. (ISBN 978-0-85115-708-5)